# Indonesië op de Olympische Zomerspelen 2008
Indonesië nam deel aan de Olympische Zomerspelen 2008 in Peking, China. Indonesië debuteerde op de Zomerspelen in 1952 en deed in 2008 voor de dertiende keer mee. Tijdens de Spelen won Indonesië vijf medailles, waarvan één keer goud, één keer zilver en drie keer brons. Voor de vierde keer op rij werd precies één keer goud gewonnen. In later stadium volgde nog een bronzenplak.

## Medailleoverzicht
| Sport         | Olympiër                      | Discipline     | Medaille |
| ------------- | ----------------------------- | -------------- | -------- |
| Badminton     | Markis Kido Hendra Setiawan   | dubbelspel (m) | Goud     |
| Badminton     | Liliyana Natsir Novo Widianto | dubbelspel (g) | Zilver   |
| Badminton     | Maria Kristin Yulianti        | enkelspel (v)  | Brons    |
| Gewichtheffen | Eko Yuli Irawan               | -56kg (m)      | Brons    |
| Gewichtheffen | Triyatno                      | -62kg (m)      | Brons    |
| Gewichtheffen | Raema Lisa Rumbewas *         | -53kg (v)      | Brons    |

* Op 26 oktober 2016 werd Rumbewas alsnog de bronzen medaille toegekend.

## Deelnemers en resultaten
(m) = mannen, (v) = vrouwen 

### Atletiek
| Olympiër           | Discipline      | Resultaat | Prestatie                  |
| ------------------ | --------------- | --------- | -------------------------- |
| Suryo Agung Wibowo | 100m (m)        | 41e       | serie 3: 6de in 10,46      |
|                    |                 |           |                            |
| Dedeh Erawati      | 110m horden (m) | 34e       | serie 4: 7de in 13,49 (NR) |

### Badminton
| Olympiër                        | Discipline     | Resultaat | Prestatie |
| ------------------------------- | -------------- | --------- | --- |
| Taufik Hidayat                  | enkelspel (m)  | 17e       | 1ste ronde: vrij 2de ronde: V van MAS Wong: 0-2 (19-21, 16-21) |
| Sony Dwi Kuncoro                | enkelspel (m)  | 5e        | 1ste ronde: vrij 2de ronde: W van THA Ponsana: 2-0 (21-16, 21-14) 3de ronde: W van FIN Lång: 2-0 (21-13, 21-18) kwartfinale: V van MAS Lee: 0-2 (9-21, 11-21) |
| Luluk Hadiyanto Alvent Yulianto | dubbelspel (m) | 9e        | 1ste ronde: V van JPN Masuda/Ōtsuka: 1-2 (21-19, 14-21, 14-21) |
| Markis Kido Hendra Setiawan     | dubbelspel (m) | Goud      | 1ste ronde: W van CHN Xie/Guo: 2-1 (22-20, 10-21, 21-17) kwartfinale: W van MAS Koo/Tan: 2-0 (21-16, 21-18) halve finale: W van DEN Paaske/Rasmussen: 2-0 (21-19, 21-17) finale: W van CHN Cai/Fu: 2-1 (12-21, 21-11, 21-16) |
|                                 |                |           | |
| Maria Kristin Yulianti          | enkelspel (v)  | Brons     | 1ste ronde: W van GER Schenk: 2-1 (18-21, 21-13, 22-20) 2de ronde: W van ESP Martínez: 2-0 (21-9, 21-14) 3de ronde: W van DEN Rasmussen: 2-1 (18-21, 21-19, 21-14) kwartfinale: W van IND Nehwal: 2-1 (26-28, 21-14, 21-15) halve finale: V van CHN Zhang: 0-2 (15-21, 15-21) bronzen finale: W van CHN Lu: 2-1 (11-21, 21-13, 21-15) |
| Vita Marissa Lilyana Natsir     | dubbelspel (v) | 9e        | 1ste ronde: V van CHN Yang/Zhang: 0-2 (19-21, 15-21) |
|                                 |                |           | |
| Flandy Limpele Vita Marissa     | dubbelspel (g) | 4e        | 1ste ronde: W van GER Hopp/Michels: 2-0 (21-12, 21-12) kwartfinale: W van DEN Laybourn/Juhl: 2-1 (21-17, 15-21, 21-17) halve finale: V van KOR Lee/Lee: 1-2 (9-21, 21-12, 17-21) bronzen finale: V van CHN He/Yu: 1-2 (21-19, 17-21, 21-23)                                                                                           |
| Nova Widianto Lilyana Natsir    | dubbelspel (g) | Zilver    | 1ste ronde: W van KOR Han/Hwang: 2-0 (23-21, 21-9) kwartfinale: W van THA Prapakamol/Thungthongkam: 2-0 (21-13, 21-19) halve finale: W van CHN He/Yu: 2-1 (15-21, 21-11, 23-21) finale: V van KOR Lee/Lee: 0-2 (11-21, 17-21) |

### Boogschieten
| Olympiër               | Discipline      | Resultaat | Prestatie                                                                            |
| ---------------------- | --------------- | --------- | ------------------------------------------------------------------------------------ |
| Rina Dewi Puspitasari  | individueel (v) | 37e       | plaatsingsronde: 42ste met 620 punten 1ste ronde: V van RUS Dagbeava: 106-106 (9-10) |
| Ika Yuliana Rochmawati | individueel (v) | 48e       | plaatsingsronde: 41ste met 621 punten 1ste ronde: V van USA Nichols: 101-114         |

### Gewichtheffen
| Olympiër            | Discipline | Resultaat | Prestatie                                                   |
| ------------------- | ---------- | --------- | ----------------------------------------------------------- |
| Eko Yuli Irawan     | -56kg (m)  | Brons     | trekken: 2de met 130kg stoten: 3de met 158kg totaal: 288kg  |
| Triyatno            | -62kg (m)  | Brons     | trekken: 5de met 135kg stoten: 4de met 163kg totaal: 298kg  |
| Edi Kurniawan       | -69kg (m)  | 12e       | trekken: 15de met 135kg stoten: 9de met 172kg totaal: 307kg |
| Sandow Nasution     | -77kg (m)  | 11e       | trekken: 13de met 153kg stoten: 6de met 194kg totaal: 347kg |
|                     |            |           |                                                             |
| Raema Lisa Rumbewas | -56kg (v)  | Brons     | trekken: 5de met 91kg stoten: 4de met 115kg totaal: 206kg   |

### Schietsport
| Olympiër           | Discipline          | Resultaat | Prestatie                                         |
| ------------------ | ------------------- | --------- | ------------------------------------------------- |
| Yosheefin Prasasti | 10m luchtgeweer (v) | 24e       | kwalificatie: 24ste met 393 punten (97-98-98-100) |

### Zeilen
| Olympiër                   | Discipline | Resultaat | Prestatie                                   |
| -------------------------- | ---------- | --------- | ------------------------------------------- |
| I Gusti Made Oka Sulaksana | RS:X (m)   | 27e       | 225 punten: (24-24-23-27-22-31-28-30-36-16) |

### Zwemmen
| Olympiër              | Discipline           | Resultaat | Prestatie                |
| --------------------- | -------------------- | --------- | ------------------------ |
| Donny Utomo           | 200m vlinderslag (m) | 44e       | serie 2: 8ste in 2.03,44 |
|                       |                      |           |                          |
| Fibriani Ratna Marita | 200m wisselslag (v)  | 38e       | serie 1: 6de in 2.28,18  |

Afghanistan · Albanië · Algerije · Amerikaanse Maagdeneilanden · Amerikaans-Samoa · Andorra · Angola · Antigua en Barbuda · Argentinië · Armenië · Aruba · Australië · Azerbeidzjan · Bahama's · Bahrein · Bangladesh · Barbados · België · Belize · Benin · Bermuda · Bhutan · Bolivia · Bosnië en Herzegovina · Botswana · Brazilië · Britse Maagdeneilanden · Bulgarije · Burkina Faso · Burundi · Cambodja · Canada · Centraal-Afrikaanse Republiek · Chili · China · Chinees Taipei · Colombia · Comoren · Congo-Brazzaville · Congo-Kinshasa · Cookeilanden · Costa Rica · Cuba · Cyprus · Denemarken · Djibouti · Dominica · Dominicaanse Republiek · Duitsland · Ecuador · Egypte · El Salvador · Equatoriaal-Guinea · Eritrea · Estland · Ethiopië · Fiji · Filipijnen · Finland · Frankrijk · Gabon · Gambia · Georgië · Ghana · Grenada · Griekenland · Groot-Brittannië · Guam · Guatemala · Guinee · Guinee‑Bissau · Guyana · Haïti · Honduras · Hongarije · Hongkong · Ierland · IJsland · India · Indonesië · Irak · Iran · Israël · Italië · Ivoorkust · Jamaica · Japan · Jemen · Jordanië · Kaaimaneilanden · Kaapverdië · Kameroen · Kazachstan · Kenia · Kirgizië · Kiribati · Koeweit · Kroatië · Laos · Lesotho · Letland · Libanon · Liberia · Libië · Liechtenstein · Litouwen · Luxemburg · Macedonië · Madagaskar · Malawi · Malediven · Maleisië · Mali · Malta · Marshalleilanden · Marokko · Mauritanië · Mauritius · Mexico · Micronesië · Moldavië · Monaco · Mongolië · Montenegro · Mozambique · Myanmar · Namibië · Nauru · Nederland · Nederlandse Antillen · Nepal · Nicaragua · Nieuw-Zeeland · Niger · Nigeria · Noord-Korea · Noorwegen · Oeganda · Oekraïne · Oezbekistan · Oman · Oostenrijk · Oost‑Timor · Pakistan · Palau · Palestina · Panama · Papoea-Nieuw-Guinea · Paraguay · Peru · Polen · Portugal · Puerto Rico · Qatar · Roemenië · Rusland · Rwanda · Saint Kitts en Nevis · Saint Lucia · Saint Vincent en Grenadines · Salomonseilanden · Samoa · San Marino · Sao Tomé en Principe · Saoedi-Arabië · Senegal · Servië · Seychellen · Sierra Leone · Singapore · Slovenië · Slowakije · Soedan · Somalië · Spanje · Sri Lanka · Suriname · Swaziland · Syrië · Tadzjikistan · Tanzania · Thailand · Togo · Tonga · Trinidad en Tobago · Tsjaad · Tsjechië · Tunesië · Turkije · Turkmenistan · Tuvalu · Uruguay · Vanuatu · Venezuela · Verenigde Arabische Emiraten · Verenigde Staten · Vietnam · Wit-Rusland · Zambia · Zimbabwe · Zuid-Afrika · Zuid-Korea · Zweden · Zwitserland
Uitgesloten van deelname: Brunei